# Edward Le Brocq
Edward Le Brocq (Douard Lé Bro en normand), né en 1877 à Saint-Pierre (Jersey) et mort en 1964, est un écrivain et journaliste de langue jersiaise et normande.
Douard Lé Bro était journaliste à la Gâzette du Sé (Jersey Evening Post). Il était également rédacteur du Morning News, mais connu comme Le Critic dans la gazette du même nom.
D’une vieille famille de Saint-Ouen (Jersey), Douard Lé Bro a acquis la célébrité avec ses articles mettant en scène Ph’lippe et Mêrrienne de Portînfé qui disaient ce qu’il savait et pensait au sujet des affaires de Jersey.